# Томастон (Коннектикут)
Томастон (англ. Thomaston) — місто (англ. town) в США, в окрузі Лічфілд штату Коннектикут. Населення — 7442 особи (2020).

## Демографія
Згідно з переписом 2010 року, у місті мешкало 7887 осіб у 3108 домогосподарствах у складі 2173 родин. Було 3276 помешкань
Расовий склад населення:
| - 96,8 % — білих - 0,8 % — азіатів - 0,4 % — чорних або афроамериканців - 0,3 % — корінних американців |

До двох чи більше рас належало 1,1 %. Частка іспаномовних становила 2,6 % від усіх жителів.
За віковим діапазоном населення розподілялося таким чином: 23,0 % — особи молодші 18 років, 63,7 % — особи у віці 18—64 років, 13,3 % — особи у віці 65 років та старші. Медіана віку мешканця становила 42,5 року. На 100 осіб жіночої статі у місті припадало 94,0 чоловіків;  на 100 жінок у віці від 18 років та старших — 92,0 чоловіків також старших 18 років.
Середній дохід на одне домашнє господарство  становив 83 058 доларів США (медіана — 67 639), а середній дохід на одну сім'ю — 95 852 долари (медіана — 89 292). Медіана доходів становила 61 530 доларів для чоловіків та 46 705 доларів для жінок. За межею бідності перебувало 5,9 % осіб, у тому числі 10,4 % дітей у віці до 18 років та 3,9 % осіб у віці 65 років та старших.
Цивільне працевлаштоване населення становило 4152 особи. Основні галузі зайнятості: освіта, охорона здоров'я та соціальна допомога — 27,0 %, роздрібна торгівля — 15,1 %, виробництво — 14,3 %.